# Dehshal
Dehshal (em persa: دهشال, romanizada como Dehshāl) é uma aldeia do distrito rural de Dehshal, situada no distrito central de Astaneh-ye Ashrafiyeh, na província de Gilan, no Irã. No censo de 2006, sua população era de 695, em 229 famílias.